# Isaac de Síria (bisbe)
Isaac Sir o Isaac de Síria, fou un bisbe de Nínive que va viure a la meitat del segle vi.
Va deixar el càrrec i es va retirar a un convent del que després fou escollit abat. Anys després va anar a Itàlia i va morir a Spoleto. Se'l considera sovint l'autor de De Contemtu Mundi, que sembla que correspondria al seu homònim Isaac de Síria. Obra seva semblen ser en canvi 87 sermons (Sermones Ascetici) i amb seguretat algunes homilies. Segurament va escriure originalment en siríac.